# Hermano Jumaélien
Bernard Athané, más conocido como Hermano Jumaélien (1838-1924) fue un religioso y educador francés, radicado en la Argentina. Como Hermano de las Escuelas Cristianas, fundó el Colegio de La Salle Buenos Aires y el distrito que actualmente reúne todas las instituciones lasallanas de Argentina y Paraguay.

## Formación
A los 14 años, ingresó en el Noviciado Menor de Toulouse. Como novicio empleado, pasó a comunidad para completar su formación pedagógica en la escuela de Saint-Martory, su pueblo natal. A los 18 fue enviado al gran pensionado de Toulouse como maestro de los primeros grados. Allí permaneció treinta y tres años como maestro, profesor y finalmente Prefecto de Estudios y Disciplina de los cursos superiores.

## Obra en Argentina
En 1889 viajó a Buenos Aires con el Hermano Calimer, visitador de Bayona, para abrir una escuela lasallana en Argentina, con el apoyo de la Familia Armstrong. En mayo de ese año formaron la primera comunidad, de la que fue elegido director y al año siguiente, visitador del Distrito de Argentina. Durante su gestión como visitador, se fundaron el Colegio de La Salle Buenos Aires (1891), Colegio San José de Villa del Rosario (1899), Colegio La Salle Jobson de Santa Fe (1904) y el Colegio La Sagrada Familia de Pigüé (1905). En 1905, a los 67 años, entregó su cargo al Hermano Liberien.

### Últimos años
Fijó su residencia junto al noviciado en "Villa La Salle", en la localidad bonaerense de San Martín, una propiedad adquirida en 1896. Allí se dedicó al trabajo en la huerta, la lectura y la conversación. Falleció en 1924, a los 86 años.